# SpaceX Crew-11
SpaceX Crew-11 — одиннадцатый пилотируемый полёт американского космического корабля Crew Dragon компании SpaceX в рамках программы NASA Commercial Crew Program. Корабль доставит четырёх членов экипажа миссии Crew-11 и космических экспедиций МКС-73/74 на Международную космическую станцию (МКС). Запуск состоялся 1 августа 2025 года в 15:43 UTC и пристыковалась к МКС на следующий день.

## Экипаж
| Астронавт       | Должность         | № полёта        | Организация     |
| Основной экипаж | Основной экипаж   | Основной экипаж | Основной экипаж |
| --------------- | ----------------- | --------------- | --------------- |
| Зена Кардман    | Командир          | 1               | НАСА            |
| Эдвард Финк     | Пилот             | 4               | НАСА            |
| Кимия Юи        | Специалист миссии | 2               | JAXA            |
| Олег Платонов   | Специалист полёта | 1               | Роскосмос       |
| Дублёры         |                   |                 |                 |
| Флаг США        | Командир          | -               | НАСА            |
| Флаг США        | Пилот             | -               | НАСА            |
| Софи Адено      | Специалист миссии | 1               | ЕКА             |
| Олег Артемьев   | Специалист полёта | 4               | Роскосмос       |

7 февраля 2025 года Роскосмос сообщил о назначении Платонова в экипаж Crew-11.
27 марта 2025 года НАСА официально объявило состав экипажа миссии. В экипаж вошли астронавты НАСА Зена Кардман, Эдвард Финк JAXA Кимия Юи и космонавт Роскосмоса Олег Платонов.